# Christel Schaldemose
Christel Schaldemose (ur. 4 sierpnia 1967 w Odense) – duńska polityk i historyk, posłanka do Parlamentu Europejskiego VI, VII, VIII, IX i X kadencji.

## Życiorys
Ukończyła studia historyczne na Uniwersytecie Południowej Danii (SDU). Pracowała jako konsultantka w instytucji kształcenia pracujących (AOF), a także jako dyrektor sekretariatu stowarzyszenia organizacji zajmujących się edukacją osób dorosłych (Dansk Folkeoplysnings Samråd). Od pierwszej połowy lat 80. zaangażowana w działalność młodzieżówki socjaldemokratycznej Danmarks Socialdemokratiske Ungdom, w drugiej połowie lat 80. przewodniczyła DSU w okręgu Fionia.
Była kandydatką Socialdemokraterne do Folketingetu, bez powodzenia kandydowała także w 2004 w wyborach europejskich. Mandat posłanki do PE objęła w 2006. W 2009 skutecznie ubiegała się o reelekcję. W VII kadencji przystąpiła do Komisji Kontroli Budżetowej, Komisji Rynku Wewnętrznego i Ochrony Konsumentów, a także do grupy Postępowego Sojuszu Socjalistów i Demokratów. W 2011 nominowana została do nagrody MEP Awards dla najbardziej pracowitych posłów Parlamentu Europejskiego w kategorii rynek wewnętrzny i ochrona konsumentów. W 2014, 2019 i 2024 była wybierana do Europarlamentu na kolejne kadencje.